# HD 112410
HD 112410 är en ensam stjärna belägen i den norra delen av stjärnbilden Flugan. Den har en skenbar magnitud av ca 6,86 och kräver åtminstone en handkikare för att kunna observeras. Baserat på parallaxmätning inom Hipparcosuppdraget på ca 7,4 mas, beräknas den befinna sig på ett avstånd på ca 440 ljusår (ca 135 parsek) från solen. 

## Egenskaper
HD 112410 är en gul till vit jättestjärna av spektralklass G8 III, som har förbrukat förrådet av väte i dess kärna och lämnar huvudserien. Den har en massa som är ca 1,5 solmassor, en radie som är ca 7,6 solradier och har ca 40 gånger solens utstrålning av energi från dess fotosfär vid en effektiv temperatur av ca 4 800 K.

## Planetsystem
HD 112410 har en planetarisk följeslagare med en beräknad massa av 9,2 Jupitermassor i en bana med omloppsperiod på 124,6 dygn på ett avstånd av ca 0,57 astronomiska enheter (AE). Detta är den närmaste planeten sett från Jorden som kretsar runt en expanderande jättestjärna, och den näst närmaste planeten till en jättestjärna efter följeslagaren till HIP 13044.